# Vereinte Grüne Österreichs
Vereinte Grüne Österreichs (VGÖ) wurde 1982 gegründet und bestand bis 1996. Sie war neben der ALÖ eine der beiden Vertragsorganisationen der Wahlliste Die Grüne Alternative – Liste Freda Meissner-Blau für die Wahl von 1986 zum österreichischen Nationalrat, aus der in Folge die eigenständige Partei Die Grünen – Die Grüne Alternative entstand.

## Geschichte
Der VGÖ war eine Ökologiebewegung, die sich positiv auf Konrad Lorenz bezog und im Gefolge der Volksabstimmung 1978 über die Nutzung der Atomenergie in Österreich sowie zahlreicher Bürgerinitiativen gegründet wurde. Die VGÖ waren dabei die wichtigste Sammelbewegung des bürgerlich-konservativen Umweltschützerlagers. Alois Englander, zuvor in der ARGE Nein zu Zwentendorf tätig, erstellte im Sommer 1981 ein Konzept für eine Grüne Prominentenplattform mit dem Wahlspruch „Small is beautiful“. Als Vorsitzenden versuchte Englander unter anderem Konrad Lorenz, Otto Koenig, Friedensreich Hundertwasser und den Geologen Alexander Tollmann zu gewinnen. Englander meldete die VGÖ schließlich am 9. März 1982 als Partei an, im Sommer 1982 übernahm Alexander Tollmann die Parteiführung. Inhaltliche Inhomogenität – sozialdemokratische, liberale, konservative und rechte Tendenzen – führten in Verbindung mit dem umstrittenen Führungsstil Tollmanns jedoch frühzeitig zu Abspaltungen (VÖGA – Vereinte Österreichische Grün-Alternative, Grüne Demokraten), die Formel vom „ökologischen Humanismus“ als programmatischer Grundlage der Partei vereinte zu unterschiedliche Personen.
Auch Herbert Fux und Josef Buchner befanden sich bereits 1982 im Umfeld der VGÖ. Auf der konstituierenden Bundesversammlung am 19. Februar 1983 in Linz wurde Fux zum zweiten Vorsitzenden, Buchner wurde zu seinem Stellvertreter gewählt. Nachdem Gespräche mit der Alternativen Liste Österreichs (ALÖ) über eine gemeinsame Kandidatur bei den Nationalratswahlen an der ablehnenden Haltung Tollmanns gescheitert waren, trat die VGÖ als Liste Tollmann alleine bei Nationalratswahlen an. Meinungsumfragen sahen die VGÖ bereits mit hoher Wahrscheinlichkeit im Parlament, als das Magazin Basta in einem großteils erfundenen Bericht das angeblich ausschweifende Sexualleben von Herbert Fux enthüllte. Tollmann nützte die Gelegenheit, um den innerparteilichen Gegner aus der Partei auszuschließen, Englander kam diesem Schritt durch seinen freiwilligen Austritt zuvor. In der Folge fanden immer mehr weit rechts stehende Aktivisten Unterschlupf in der VGÖ. Geschwächt durch die Ereignisse scheiterten die VGÖ mit 93.798 Stimmen (1,93 %) klar am Einzug in den Nationalrat. Tollmann musste zurücktreten und wurde von Josef Buchner als Bundesvorsitzendem abgelöst. Buchner gelang die Konsolidierung der Partei, und er führte ein neues Programm auf Basis der öko-sozialen Marktwirtschaft ein. Bündnisse mit der ALÖ in verschiedenen Bundesländern führten jedoch nicht zum Erfolg. Nur in Vorarlberg gelang der vereinigten Grünbewegung im Oktober 1984 unter Kaspanaze Simma mit 13 % der Wählerstimmen ein überraschender Erfolg. Auch 1986 gelang in der Steiermark mit der ALÖ der Einzug in den Landtag. Ein Wiedereinzug gelang jedoch nicht.
Später verfehlten die VGÖ bei alleinigem Antreten den Einzug in den Nationalrat. 1990 erreichte man 92.277 Stimmen und rund 2 %, 1994 5.776 Stimmen und rund 0,1 %. Nur gemeinsam mit anderen Gruppen der Hainburger Einigungsgespräche über eine gemeinsame (Wahl-)Partei des grünen und alternativen Lagers, wie etwa mit der Mehrheit der ALÖ, gelang 1986 der Einzug, wobei zwei Mandate auf VGÖ-Männer entfielen (der damalige Vorsitzende Josef Buchner und Herbert Fux), das dritte Mandat für die VGÖ aufgrund des damaligen Wahlrechts knapp verpasst wurde.
Das geschlossene Übereinkommen beinhaltete auch den Anspruch auf ein Drittel der Mandate und der Gelder für die VGÖ sowie deren organisatorische Eigenständigkeit. Als die nunmehr gegründete Grüne Alternative bei der Landtags- und Gemeinderatswahl in Wien 1987 (bei Umfragewerten von rund 8 %) mit 4,4 % die 5 %-Hürde nicht erreichte, wurde die Kooperation mit der VGÖ, die mit einer eigenständigen Kandidatur 0,84 % erreicht hatte, aufgekündigt. Viele VGÖler waren zu diesem Zeitpunkt schon zur Grünen Alternative gewechselt bzw. wechselten nun, was zu einem weiteren Rechtsruck der VGÖ führte. Durch den raschen Aufstieg der FPÖ unter Haider ab dem Herbst 1986 wechselten viele dieser in der VGÖ vorhandenen Deutschnationalen zur FPÖ, darunter auch die VGÖ-Landesvorsitzende von Niederösterreich, Ilse Hans, die 1988 für die FPÖ in den Landtag gewählt wurde. Die VGÖ pendelte damit wieder zur politischen Mitte zurück, und manche Aktivisten, die wegen der rechtsextremen Tendenzen ausgetreten waren, kehrten in die VGÖ zurück. Der wichtigste davon war der Zeitungsherausgeber Günter Ofner, einer der Köpfe der Grünen Demokraten, der bereits 1983 Organisationsleiter gewesen war.
Das überraschend gute Abschneiden bei der Nationalratswahl 1990 (2 %), Spitzenkandidaten waren Josef Buchner und die prominente Richterin Marianne Geyer, war eine Folge dieses Kurses der Mitte. In Oberösterreich und Wien verfehlte die VGÖ das entscheidende Grundmandat, und damit den Parlamentseinzug, nur um jeweils ca. 5000 Stimmen. Die VGÖ vereinigte also trotz aller Rückschläge ca. 30 % des grünen Stimmenpotentials auf sich.
Trotz Erfolgen bei den folgenden Landtagswahlen (1991: Oberösterreich: 2,6 %, Wien: 1,8 %, 1993: Niederösterreich: 1,2 % – jeweils die besten Wahlresultate ihrer Geschichte) nahm die Wahlrechtsnovelle zum Nationalrat 1993 der VGÖ jede Chance. Statt der Hürde, ein Grundmandat zu erreichen, musste man nun bundesweit 4 % bekommen – damit wäre eine Verdopplung der Stimmen nötig gewesen.
Deshalb wurden noch 1993 Kooperationsgespräche sowohl mit der Grünen Alternative als auch mit dem eben neuentstandenen Liberalen Forum aufgenommen und im Oktober 1993 eine langfristige Kooperation mit der Grünen Alternative vereinbart. Diese war dazu bereit, weil ihre eigenen Zukunftsperspektiven nicht sonderlich vielversprechend waren (einige Umfragen sahen die Partei unter der Vier-Prozent-Hürde).
Nachdem FPÖ-Obmann Haider enthüllte, dass einer der VGÖ-Generalsekretäre, Wolfgang Pelikan, auch bei ihm wegen Kooperation vorgefühlt hatte, kündigte die Grüne Alternative die Vereinbarung.
Weitere VGÖ-Exponenten wechselten zur Grünen Alternative (am prominentesten Georg Willi in Tirol), die moderateren VGÖ-Landesorganisationen Wien, Landesvorsitzender Günter Ofner, und Niederösterreich, Landesvorsitzender der Chemiker Rudolf Dunkl spalteten sich unter Mitnahme von Mandaten und Parteienförderung als Bürgerliche Grüne Österreichs (BGÖ) ab.
Der langjährige Bundesvorsitzende Josef Buchner trat zurück.
Mit dem Ex-Fußballtrainer Adi Pinter als Spitzenkandidaten erzielten die verbliebenen Reste der VGÖ bei der Nationalratswahl 1994 nur mehr 0,1 % und versanken in die politische Bedeutungslosigkeit. Für diesen teuren Wahlkampf hatte sie sich auch noch hoch verschuldet, sodass sie zwei Jahre später in Konkurs gehen musste und amtlich aufgelöst wurde.
Auf Hochschülerschaftsebene waren die Vereinten Grünen Österreichischen Studenten von 1983 bis 1995 im Zentralausschuss der Österreichischen Hochschülerschaft vertreten, das beste Ergebnis wurde 1989 mit 6,5 % erreicht. Auf lokaler Ebene gelang dem VGÖ der Einzug in kommunale Vertretungskörper, beispielsweise in Klagenfurt (rd. 10 %), in Linz mit 3 Mandaten, in Innsbruck, Traun, Leonding usw. und in sechs Bezirksvertretungen in Wien mit je einem Mandat 1991. International gab es lose Kontakte zur Ökologisch-Demokratischen Partei (ÖDP) in Deutschland.

## Wahlergebnisse

### Nationalratswahlen
- Nationalratswahlen 1983 1,93 %
- Nationalratswahlen 1986 0,02 %[1]
- Nationalratswahlen 1990 1,96 %
- Nationalratswahlen 1994 0,13 %